# توسل به نتیجه‌ها
توسّل به نتیجه‌ها (به لاتین: argumentum ad consequentiam) یک مغالطهٔ علّی است که در آن از دل‌خواه بودن نتیجه‌های یک مدّعا، نتیجه گرفته می‌شود که آن مدّعا درست است یا از دل‌خواه نبودن نتیجه‌های یک مدّعا نتیجه گرفته می‌شود که آن مدّعا نادرست است.
به طور کلی این مغلطه هنگامی رخ می‌دهد که شخصی در مقام دفاع به‌جای حمله منطقی به استدلال یا ادعای طرف، متوسل به نتیجه ادعای حریف خود می‌شود و آن را به این دلیل که در صورت درستی، عواقب بدی خواهد داشت رد می‌کند. این مغلطه همچنین می‌تواند در موضع غیر دفاعی نیز مورد استفاده قرار گیرد و آن بدین صورت است که شخص مغالط به‌جای ارائه شواهد و استدلال در دفاع از ادعای خود به این قضیه تکیه می‌کند که پذیرش ادعای او سبب وقوع خیر یا عدم پذیرش ادعای او سبب وقوع شر خواهد شد.
این مغلطه ممکن است در هریک از ۴ الگوی زیر ظاهر شود:
1. گزاره X درست است، زیرا درستی X سبب خیر می‌شود.
2. گزاره X درست است، زیرا نادرستی X سبب شر می‌شود.
3. گزاره X نادرست است، زیرا درستی X سبب شر می‌شود.
4. گزاره X نادرست است، زیرا نادرستی X سبب خیر می‌شود.

دلایل ذهنی و روانی «مغالطه توسل به نتیجه» می‌تواند «سوگیری آرزو اندیشی»، سوگیری اعتقادی (اعتقاد گرایی) یا «سوگیری نتیجه نگر» باشد.

## مثال‌ها
مثال ۱
«A: من به وجود خدا باور ندارم.
B: تو باید خدا رو باور داشته باشی چون در غیر این‌صورت تو اون دنیا باید تا ابد عذاب بکشی.»
مثال ۲
1. یک انسان آزاد ممکن است خواسته‌هایی داشته باشد.
2. اجرای این خواسته‌ها ممکن است نتیجه‌های بسیار بدی به همراه داشته باشد.
3. پس انسان نباید آزادی داشته باشد.

مثال ۳
1. اکثر مردم یک کشور ممکن است خواسته‌هایی بد داشته باشند.
2. اجرای این خواسته‌های بد ممکن است نتیجه‌های بسیار بدی به همراه داشته باشد.
3. پس ادارهٔ کشور برپایهٔ خواسته‌های اکثر مردم نادرست است.

مثال ۴
A- از نظر من بی خدایی پایه و اساس منطقی ندارد.
B- چرا؟
A- چون روشن است که فرد مذهبی زندگی شادتر و بهتری از یک بی خدا دارد و زندگی برای بی خدا دارای ارزش و معنی نیست.
مثال ۵
A- من به اختیار اعتقاد دارم نه به جبر.
B- برای چه؟
C- چون آنوقت به‌طور کلی از بشر در قبال اعمالش سلب مسئولیت می‌شود.